# Akkapan Nuikaw
Akkapan Nuikaw (thailändisch อัครพันธ์ นุ้ยแก้ว, * 2. Juli 1986) ist ein thailändischer Fußballspieler.

## Karriere
Akkapan Nuikaw stand von 2014 bis Mitte 2015 beim Sisaket FC unter Vertrag. Wo er vorher gespielt hat, ist unbekannt. Der Verein aus Sisaket spielte in der höchsten Liga des Landes, der Thai Premier League. Für Sisaket absolvierte er 26 Spiele in der ersten Liga.
Wo er seit dem 1. Juli 2015 spielte, ist unbekannt.